# John Shay avrättaren
John Shay avrättaren (engelska: The Executioner) är en brittisk spionfilm från 1970 i regi av Sam Wanamaker. 

## Handling
Den amerikanske agenten John Shay misstänker att en brittisk kollega är en förrädare.

## Rollista i urval
- George Peppard - John Shay
- Joan Collins - Sarah Booth
- Judy Geeson - Polly Bendel
- Oskar Homolka - Racovsky
- Charles Gray - Vaughan Jones
- Nigel Patrick - överste Scott
- Keith Michell - Adam Booth
- George Baker - Phillip Crawford
- Alexander Scourby - professor Parker
- Peter Bull - Butterfield
- Ernest Clark - Roper